# 龍神の艦隊
龍神の艦隊（りゅうじんのかんたい）は、中里融司による架空戦記小説。
新書版がコスミック出版コスモノベルズより全3巻、タイトルを「超戦艦大和」に改題した文庫版が同社コスミック文庫より全1巻で刊行されている。
「ゲッターロボ」をモチーフとしている。融合合体し全く異なる艦種に変形する巨大軍艦というアイディアはもともと奇抜な設定の多い架空戦記ジャンルのなかでも群を抜いた奇抜さであった。

## あらすじ
6400万年前の白亜紀、知的生物に進化した一部の恐竜たちは超古代文明を築き上げていた。しかし小惑星落下による種の滅亡が迫り、彼ら恐竜人は巨大な岩塊をくり抜いて恐竜帝国を建造。昭和11年の日本にむけて時空跳躍を敢行した。
関東大震災に巻き込まれて白亜紀にタイムスリップし、恐竜人たちに救われていた辰巳恭介は日本帝国と恐竜帝国の同盟締結に尽力する。しかし時勢は戦争への坂道を転げ落ち、ついに第二次世界大戦の幕が切って落とされる。
同盟者となった恐竜人たちの科学技術は帝国海軍の軍備に組み込まれ、合体変形可能な戦艦「大和」と航空母艦「武蔵」が進水する。

## 主要登場人物
辰巳恭介（たつみ きょうすけ）
関東大震災のエネルギーで偶然に時間を遡行し、白亜紀に漂着した帝国海軍の軍人。
同じく偶然に白亜紀に漂着していた「畝傍」とともに現代に帰還する。
神居麗那（かむい れな）
辰巳とともに日本帝国と接触した雌性恐竜人。
三神琢磨（みかみ たくま）
辰巳とともに日本帝国と接触した雄性恐竜人。
護織四世（ごおるよんせい）
恐竜帝国の皇帝。
水無月五郎（みなづき ごろう）
辰巳の後輩の海軍軍人。「畝傍」帰還時はたまたま同名の駆逐艦「水無月」艦長。のちに連合艦隊参謀。
日本海軍に出向した麗那と行動を共にするうち、種族の壁を越えて深い関係になる。
小林盛夫
二・二六事件の決起部隊に所属していた二等兵。寒さのあまり行き倒れてしまった麗那を助けたのが縁で、後に恐竜人たちとの文化交流に携わる。
山本五十六
連合艦隊司令長官。
フランクリン・ルーズベルト
アメリカ合衆国大統領。
ヴィルヘルム・ライヒ
あらかじめ登録した生物種の生命活動を強制終了させる殺戮放射線投射機「反オルゴン砲（オルゴン・バスター）」の開発者。
ニコラ・テスラ
固有振動を送り込んで共鳴を起こし、目標を粉砕する「振動砲」の開発者。
ルース・ドラウン
確度の高い未来を映像化する「超次元カメラ」の開発者（ラジオニクスの項を参照のこと）。

## 用語集
恐竜人
恐竜が進化した直立二足歩行する知的生命体。収斂進化の結果、人間と良く似た外見をもつ。外見上の顕著な差異は、羽毛状に枝分かれした頭髪とオパールのような光沢を持つ肌、卵生でヘソがないこと。出自から肉食系と草食系に大きく分けられるが、捕食関係にはない。
恐竜帝国（正式名称は竜宮帝国）
厚さ7km、直径10kmの巨大な岩塊をくり抜いて作られた密閉型都市。富士山地下のマグマ中を遊泳している。
D装備
「D」はドラゴン、もしくはダイノソア（恐竜）の頭文字。
「生ける溶岩」と「生ける金属」に代表される、恐竜帝国から供与された科学技術で作られた装置類の総称。
生ける溶岩
岩石などの質量をエネルギーに変える物質。従来の内燃機関を「生ける溶岩」用に小改造するだけで、化石燃料使用時の1.5倍の出力を半永久的に取り出すことができる。
生ける金属
通常の金属と融合する性質を持ち、同じ素材で作られた装置や建造物同士が融合・合体し、事前に記憶させた形態を三つまで取ることができる。
例えば、基準排水量6万4千トンの戦艦「大和」第一形態と、基準排水量6万2千トンの空母「武蔵」第一形態の2隻、または基準排水量6万トンの潜水艦「信濃」第一形態を加えた3隻が合体することにより、先頭の艦をベースにした超戦艦／超空母／超潜水艦となる。

## 書名リスト
- 「龍神の艦隊 (1) 超合体戦艦「大和」出撃!」（コスモノベルス、2004年）ISBN 978-4774710273
- 「龍神の艦隊 (2) 激突! 蒼海に吼える巨砲」（コスモノベルス、2004年）ISBN 978-4774710617
- 「超戦艦大和 ― 龍神の艦隊 最終決戦」（コスモノベルス、2005年）ISBN 978-4774710846
- 「超戦艦大和」（コスミック文庫、2007年）ISBN 978-4774721392